# Моштень-Греч
Моштень-Греч, Моштені-Греч (рум. Moșteni-Greci) — село у повіті Арджеш в Румунії. Входить до складу комуни Боцешть.
Село розташоване на відстані 97 км на північний захід від Бухареста, 27 км на північний схід від Пітешть, 130 км на північний схід від Крайови, 80 км на південний захід від Брашова.

## Населення
За даними перепису населення 2002 року у селі проживали 396 осіб, усі — румуни. Усі жителі села рідною мовою назвали румунську.